# ジョン・マレー (第2代ダンモア伯爵)
第2代ダンモア伯爵ジョン・マレー（英語: John Murray, 2nd Earl of Dunmore 1685年10月31日 - 1752年4月18日）は、イギリス（グレートブリテン王国）の貴族、軍人。
チャールズ・マレー卿の次男として生まれる。父は初代アソル侯爵ジョン・マレーの次男であり、1686年に初代のダンモア伯爵に叙された。
1704年、兄ジェイムズ（フィンキャッスル子爵）の死により法定推定相続人となり、1710年に襲爵した。
スコットランド貴族代表議員として貴族院に2度にわたって議席を得た（1713年から1715年、1727年から1752年）。
1719年、四国同盟戦争のビーゴ占領戦において指揮官として参加。
生涯未婚で通し、1752年に死去。弟のウィリアムが第3代伯爵となった。